# جورج سبرينغر (لاعب كرة قاعدة)
جورج سبرينغر (بالإنجليزية: George Springer)‏ هو لاعب كرة قاعدة أمريكي، ولد في 19 سبتمبر 1989 في نيو بريتن في الولايات المتحدة.

## وصلات خارجية
- جورج سبرينغر على موقع دوري كرة القاعدة الرئيسي (الإنجليزية)
- جورج سبرينغر على موقعبيزبول رفرنس.كوم (الدوري الرئيسي) (الإنجليزية)
- جورج سبرينغر على موقعبيزبول رفرنس.كوم (الدوري الثانوي) (الإنجليزية)
- جورج سبرينغر على موقع إي إس بي إن.كوم (أم.أل.بي) (الإنجليزية)
- جورج سبرينغر على موقع مشجعي الرسوم البيانية (الإنجليزية)